# リトアニアの内戦 (1381年-1384年)
1381年から1384年にかけてのリトアニアの内戦は、リトアニア大公で後にポーランド王となったヨガイラと、その従弟ヴィータウタスの間で起きた最初の権力闘争である。ヨガイラがヴィータウタスの父である叔父のケーストゥティスと争う目的から、ドイツ騎士団とドヴィディシュケス条約を結んだことが内戦の発端となった。ケーストゥティスは短いあいだ大公国の権力を奪取したが、ヴィリニュスの人々を始めとするヨガイラの支持者に失墜させられた。ケーストゥティスとヴィータウタスは和平交渉中に捕えられ、クレヴァ城に監禁された。ケーストゥティスは監禁された1週間後に死んだが、ヴィータスタスはどうにか脱出に成功してドイツ騎士団と同盟を結び、両者の連合軍がリトアニアに攻め寄せた。結局、ヨガイラの側がリトアニアのキリスト教化に向けたモスクワ大公国やポーランド王国との交渉を進める態勢を整えるため、国内の安定が必要になり、ヴィータウタスとの和解に踏み切った。権力闘争はこれでは終わらず、2度目の抗争である1389年から1392年にかけてのリトアニア内戦が、オストルフ協定の締結によって解決するまで続いた。10年以上にわたる争いの末、ヴィータウタスはリトアニア大公の座を手に入れ、38年間にわたって大公国を統治することになる。

## 背景
アルギルダスとケーストゥティスの兄弟は平和的にリトアニア大公国を統治していた。アルギルダスは大公として、正教徒のスラヴ人が住む大公国の東部地域の統治に専念した。ケーストゥティスは大公アルギルダスの名の下に、大公国の西部地域の統治を担い、ドイツ騎士団から国境地帯を防衛した 。アルギルダスが1377年に死ぬと、彼とその2番目の妻トヴェリ公女ユリヤニヤの間の最年長の息子であるヨガイラが大公位を継いだ。ケーストゥティスとヴィータウタスは、アルギルダスとその最初の妻ヴィーツェプスク公女マリヤの間の最年長の息子ポラツク公アンドリュス（アンドレイ）が大公位の相続権を主張してヨガイラと争った時も、ヨガイラとの協力関係を維持した。
ドイツ騎士団は異教国リトアニアへの十字軍遠征を続けた。1378年には大規模な遠征軍が組織され、ドイツ騎士団はプリピャチ川沿いのブレストにまで兵を進めた。リヴォニア騎士団はウプィテを攻撃し、次の遠征では首都ヴィリニュスを脅かした。1379年の夏、ヨガイラの弟スキルガイラが、リトアニア国家のキリスト教への改宗に関する可能性について交渉するためと、アンドリュスに対するリヴォニア騎士団の支援を停止させるために、騎士団国家へと派遣された。この交渉の旅に関する仔細は不明で、スキルガイラは神聖ローマ皇帝の許を訪れたという話も伝わっている。スキルガイラの旅はその目的も結果もはっきりとはしないものの、この旅はケーストゥティスに対するヨガイラの最初の陰謀と言われている。一方、ケーストゥティスは騎士団に対して和平交渉と捕虜の交換を申し出ている。1379年9月29日、ケーストゥティスとヨガイラが最後に共同で署名した10年間の和平条約が、トラカイにおいて結ばれた。この和平条約は、ヨガイラと騎士団が3日間にわたりヴィリニュスで秘密交渉を行った後で、結ばれたものだった。しかしながら、この和平条約によって守られたのはキリスト教地域である大公国の南部地域のみであり、ケーストゥティスの支配する大公国北部・西部の異教地域は、依然としてドイツ騎士団の攻撃対象のままであった。
1380年2月、ヨガイラはケーストゥティスを無視して単独でリヴォニア騎士団と和平条約を結び、5ヶ月間リトアニアのヨガイラの領国を攻撃せず、またヨガイラの異母兄アンドリュスを支援しないことを騎士団に約束させた。1380年5月31日、ヨガイラとドイツ騎士団総長ヴィンリヒ・フォン・クニプローデは密約であるドヴィディシュケス条約を結んだ。条約の諸条文は端から端まで絡み合う形で書かれており、完全な形では読み取れない。この条約の条文によれば、ヨガイラはドイツ騎士団がケーストゥティスないしその息子たちを攻撃した場合、それを邪魔しないことに同意した。ただし、もしヨガイラが自らの内通を隠すためケーストゥティスを支援したとしても、条約の内容には抵触しないともされていた。この条約はその背景となった動機がはっきりしないため、その点をめぐり歴史家たちの間では見解が一致していない。一部の歴史家はヨガイラの母ユリヤニヤや側近のヴァイディラがヨガイラを唆したのだ、とする。別の歴史家たちはケーストゥティスとヨガイラの大きな世代の開きが、両者の政治的決別につながったとする。ケーストゥティスが80歳前後でキリスト教には改宗すまいと決めていたのに対し、ヨガイラは30歳前後と若く、改宗してリトアニア国家をキリスト教世界の仲間入りさせる道を模索していたのだった。さらに他の意見としては、条約は当初はヨガイラの大公位をめぐるライバル、ポラツク公アンドリュスとその同盟者、アンドリュスの同母弟ブリャンスク公ドミトリユス（ドミトリー）とモスクワ大公ドミトリー・ドンスコイを仮想敵としていた、とするものがある。ヨガイラはリトアニア国家の西部国境をより安全にするため、モスクワ大公国との間でやがてクリコヴォの戦いを引き起こすことになるジョチ・ウルスと同盟していた。

## 内戦

### ケーストゥティスの簒奪とヨガイラの復権

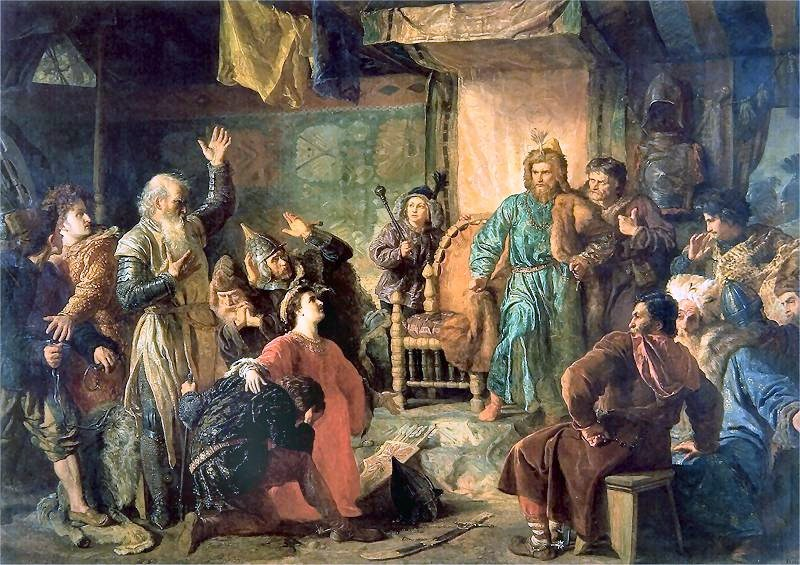
ヨガイラに捕えられたケーストゥティスとヴィータウタス、ヴォイチェフ・ゲルソン画

1381年の年明け、ドイツ騎士団はドヴィディシュケス条約の内容を遵守しつつ、トラカイ公国とジェマイティヤを2度にわたり襲った。トラカイを襲撃中、騎士団は初めて射石砲を兵器として使用し、ナウヤピリスを破壊して3000人を捕虜として連れ帰った。1381年8月、オステローデ（現在のポーランド領オストルダ）のコムトゥルで、ケーストゥティスの娘ダヌテの洗礼の代父でもあったクーノー・フォン・リーベンシュタインが、ケーストゥティスに密約の存在を知らせた。ケーストゥティスが息子のヴィータウタスに密約について何か知っていたのかどうかを訊ねると、ヴィータウタスは密約について何も知らず、その情報は一族を分断するためのドイツ人たちの罠なのではないかと疑った。1381年、ケーストゥティスはスキルガイラに対するポラツク市の反乱に乗じ、クーデタを起こした。ヨガイラがポラツクの反乱鎮圧のために大公国の首都ヴィリニュスを離れたため、これを好機と見たのである。ケーストゥティスは大公の座に就き、ヨガイラはヴィリニュスへの帰途に捕えられた。ヨガイラの腹心ヴァイディラは処刑された。ヨガイラはケーストゥティス臣従を誓って解放され、相続財産としてクレヴァとヴィーツェプスクを与えられた。ケーストゥティスはドイツ騎士団との戦いを再開し、彼の軍勢はヴァルミアを襲い、ゲオルゲンブルク（現在のリトアニア領ユルバルカス）の占領を試みた。
1382年6月12日、ケーストゥティスが貢納を拒否したノヴホロド＝シーヴェルスキーの支配者カリブタスと戦いに出かけ、ヴィータウタスがトラカイに向かい、両者がどちらもヴィリニュスを離れた際、商人ハーヌルに先導されたヨガイラの軍勢がヴィリニュスに入城した。商人たちはケーストゥティス大公の反ドイツ騎士団政策のためにリヴォニアとの貿易を中心とする経済活動を阻まれ、不満を募らせていたのだった。ヴィータウタスはトラカイで軍勢を結集してヴィリニュスを攻撃しようとしたが、ヨガイラはまんまと大公位を取り戻した。6月6日、ヨガイラはドイツ騎士団との間に2ヶ月間有効なブラジョウレ条約を結んだ。ヴィータウタスはドイツ騎士団とヨガイラの連合軍に太刀打ちできずにトラカイに退却し、トラカイの町は7月20日にヨガイラ軍に降伏した。ケーストゥティスがジェマイティヤで支持者をかき集めるあいだ、息子のヴィータウタスはフロドナで、弟のリュバルタスはハールィチ＝ヴォルィーニでそれぞれ兵を募った。1382年8月3日、ケーストゥティス軍とヨガイラ軍はトラカイ近郊で決戦に臨むために対峙したが、戦いは開始されなかった。ドイツ騎士団の史料によれば、ケーストゥティスは、ヨガイラ軍がドイツ騎士団に援護されているのを見て配下のジェマイティヤ人の軍団が戦意を喪失したため、相手方が優位を悟って攻撃を仕掛けなかった。両軍は交渉を行うことで合意した。ケーストゥティスとヴィータウタスがヨガイラの野営に到着すると、親子は逮捕されてクレヴァ城の牢獄に閉じ込められた。ケーストゥティスの軍勢は散り散りになった。収監されて5日後の8月15日、ケーストゥティスが死んでいるのをスキルガイラが発見した。ヨガイラは叔父は首を吊って自殺したのだと主張したが、ヨガイラが窒息死させたという噂が広く囁かれた。ヨガイラはケーストゥティスのために盛大な異教式の葬儀を開いた。ケーストゥティスの遺骸は馬、武具、その他の貴重品とともに火葬された。

### ヴィータウタスの逃亡
ヴィータウタスは1382年の秋まで投獄されていた。彼は夫に面会することを許された妻オナの手助けで脱出することが出来た。複数の史料が、ヴィータウタスはオナまたはその侍女と服を交換して女装し、監視の者に気付かれないまま城を脱出した、と述べている。ヴィータウタスは最初、妹のダヌテとその夫のマゾフシェ＝ワルシャワ公ヤヌシュ1世から支援を受けようとしたが、後にはヤヌシュ1世の弟のマゾフシェ＝プウォツク公シェモヴィト4世を頼った。結局、ヴィータウタスは仇敵であるドイツ騎士団国家へと赴き、ヨガイラと戦うための支援を要請した。マクデブルクのヴィガントによれば、おそらくヴィータウタスの逃亡の報復として、その母親であるビルテがブレストで溺死させられた。ビルテの親類であるヴィディマンタスとブトリマスも殺害されている。
騎士団は大した歓迎もせずにヴィータウタスを受け入れた。その頃、ヨガイラもドイツ騎士団との交渉に入っていた。1382年10月31日、両者は3つの条項から成るドゥビサ条約を締結した。これは、アンドリュスとケーストゥティス打倒を支援してくれたドイツ騎士団に対して、ヨガイラが支払った報酬と言えるものだった。この条約では、ヨガイラは4年以内にキリスト教に改宗して騎士団の同盟者となり、騎士団の賛同なしに戦争を起こすことを控え、未だにヴィータウタスを支持するドゥビサ川流域までのジェマイティヤを騎士団に割譲することを約束した。しかしながら、条約の批准は無期限に延期され続けた。その理由の一つには、ヨガイラが騎士団に相談なくマゾフシェ公国で戦争を始めたことで、両者の関係は冷えたことが挙げられよう。そして騎士団もまた、反目し合うヴィータウタスとヨガイラが互いに争うよう仕向けようとした。一部の歴史家は、この頃のヨガイラは既にモスクワないしポーランドとの同盟を考えていた、という説を提示している。結局、1383年6月に予定されていたヨガイラとドイツ騎士団総長との会談はもっともらしい口実をつけて開かれず、両者の同盟は崩壊した。

### 和解
1383年の9月上旬、騎士団とヴィータウタスは一時的にトラカイの支配権を奪取したが、ヴィリニュスへの攻撃は不首尾に終わった。1383年10月21日、ヴィータウタスはタピアウ（現在のロシア領グヴァルジェイスク）においてカトリック教会の典礼により受洗し、代父となったラグニト（現在のロシア領ネマン）のコムトゥルであるヴィガントに因んで、ヴィガント（リトアニア語読みはヴィーガンダス）のクリスチャン・ネームを授けられた。ヴィータウタスはドゥビサ川河口に近い、ネマン川の畔のノイ・マリエンブルク城を与えられ、城にはヨガイラから所領を没収されたヴィータウタスの親族や家来たちが連れてこられた。城に身を寄せた者の中には弟のタウトヴィラスもいた。ヴィータウタスはまた、ジェマイティヤからの支持をも確保しようとした。1384年1月30日、ヴィータウタスはケーニヒスベルクにおいてケーニヒスベルク条約に調印し、騎士団の封臣となること、そしてカウナスを中心とするネヴェジス川までのジェマイティヤの一部を騎士団に割譲することを約束した。1384年5月、騎士団はカウナスにノイ・マリエンフェルダーと呼ばれる要塞（カウナス城）を築き始めた。1384年6月14日、ヴィータウタスはこの新しい城において、1月にケーニヒスベルクで結んだ約束を更新している。
一方、ヨガイラはおそらく正教徒の母ユリヤニヤの影響から、モスクワ大公国との同盟を模索していた。ヨガイラはドミトリー・ドンスコイの娘ソフィヤを妃に迎え、正教の洗礼を受け入れる構えを見せた。この結婚・改宗構想を実現するため、ヨガイラはヴィータウタスと和解して内戦を終息させる必要に迫られた。1384年の春、ヨガイラはヴィータウタスに対し、ルーツィクを中心とするヴォルィーニ地方を領国として与えることを打診したが、ヴィータウタスはこの申し出を拒否し、当時はスキルガイラが統治していた、トラカイなどの没収された全ての世襲領を返還するように要求した。ヨガイラはトラカイを返還するように約束すると同時に、スキルガイラをポラツクの統治者に転任させた。同年7月、ヴィータウタスはヨガイラの申し出を受け入れ、ドイツ騎士団との同盟を破棄した。ヴィータウタスはネマン川河畔にドイツ騎士団が建てたノイ・マリエンブルクとゲオルゲンブルクの2つの城を焼き払った。ノイ・マリエンフェルダー要塞は、6週間にわたってヨガイラとヴィータウタスの連合軍に包囲されたのち、陥落した。ドイツ騎士団に対する攻撃の最中、ヴィータウタスはマルクヴァルト・フォン・ズルツバッハという騎士を捕まえたが、ズルツバッハは後にヴィータウタスとドイツ騎士団との関係において重要な役割を果たすことになった。

## その後
ヴィータウタスは文書に裏付けられたヨガイラの明確な承認を受けないままにリトアニアに帰国した。ヴィータウタスはフロドナ、ブレスト、ポドラシェ、ヴァウカヴィスクを所領として与えられた。叔父のリュバルタスの死後、叔父の支配していたヴォルィーニ地方を自分の支配下に置くため、ヴィータウタスは正教会の洗礼を受けた。スキルガイラはそれまで通りトラカイを治めていた。ヴィータウタスはヨガイラに忠誠を誓い、大勢いる諸地方の公の一人になったのである。ヨガイラは新しい方面からの改宗の勧めに関心を寄せていた。彼はすでにドイツ騎士団と結んだドゥビサ条約を破棄していた。ヨガイラはモスクワとも交渉を行ったが、モスクワは危険な存在であり、また正教はドイツ騎士団の攻撃からリトアニア国家を守る手段にはなり得なかった。さらに1382年のモンゴル人によるモスクワ包囲戦の結果、モスクワは一時的にその権勢と影響力を弱めていた。そして第3の改宗の提案がポーランドから打診された。ポーランドは幼いヤドヴィガ女王の婿として、ポーランド王の座に就くのに相応しい人物を探していた。ヨガイラは1385年8月にクレヴォの合同条約に調印し、リトアニアをキリスト教化し、ヤドヴィガと結婚し、リトアニアとポーランドの同君連合を成立させることを約束した。翌1386年、ヨガイラは改宗し、ポーランドの国王として戴冠した。ヨガイラはポーランドに移り、弟のスキルガイラがリトアニア大公国の摂政を務めた。異母兄のポラツク公アンドリュスはヨガイラの不在を好機と見て、リトアニア大公位の奪取のために再び反乱を起こした。この間、ヴィータウタスはヨガイラに忠実であり続け、スキルガイラによるアンドリュスの討伐を助けている。
アンドリュスの反乱が鎮圧された後の1387年4月28日、スキルガイラがポラツクを与えられると同時に、ヴィータウタスにトラカイが返還されるという約束が破られ、スキルガイラがトラカイとポラツクの両方を治めることになった。ヨガイラはヴィータウタスを宥めようと、彼にルーツィク（ただしルーツィク城にはポーランド人が代官として居座っていた）とヴォロディームィル＝ヴォルィンスキーを与えた。しかしこれは関係のひびを修復することにはつながらず、両者の関係は険悪なものになっていった。同時に、国内にポーランドの影響が増大していくことに憤るリトアニア人たちの間では、摂政スキルガイラに対する不満が鬱積していた。彼らはリトアニア国家の法的な独立を維持し、大公国の官職をリトアニア人が占め続けることを望んでいた。ヨガイラに裏切られる形となったドイツ騎士団はジェマイティヤの所有権を主張し続け、リトアニアに戦争を仕掛け続けた。こうした情勢に後押しされる形で、ヴィータウタスは再び大公国の権力奪取を目指した。彼はまたもやドイツ騎士団国家に逃れ、リトアニアの内戦を再開した。内戦は1392年のオストルフ協定によって終結し、この協定でヴィータウタスはヨガイラに忠誠を誓うとともに、リトアニア大公国の大幅な自治権を獲得した。これにより彼はリトアニア大公となり、38年にわたってリトアニアを統治することになる。